# Antonin de Selliers de Moranville

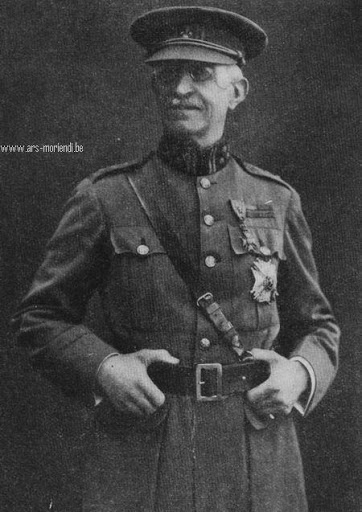
Antonin de Selliers de Moranville

Antonin Maurice Léonard de Selliers de Moranville (Sint-Joost-ten-Node, 12 januari 1852 - Elsene, 17 april 1945) was een Belgisch luitenant-generaal.

## Levensloop
Antonin de Selliers was een zoon van advocaat Léonard de Selliers (1803-1856), schoolinspecteur van het kanton Asse, en van Marie-Françoise Pangaert d’Opdorp (1810-1892).
Léonard was, samen met zijn vader Charles de Selliers (1775-1844) en zijn broer Théodore (1807-1886), in 1840 opgenomen in de Belgische erfelijke adel met de titel ridder, overdraagbaar op alle mannelijke afstammelingen.
Antonin de Selliers vatte een militaire carrière aan die hem tot de hoogste graad bracht, die van luitenant-generaal.
Hij begon in 1869 aan zijn opleiding in de Koninklijke Militaire School als lid van de vijfendertigste promotie (1869-1874), afdeling artillerie en genie. Tijdens de Frans-Duitse Oorlog in 1870 werd de Militaire School gesloten en Antonin was gedurende die periode vrijwilliger bij de grenswacht. Vanaf oktober 1870 heropende de school.
In november 1871 werd hij onderluitenant. In 1874 was hij afgestudeerd en werd officier bij de artillerie. In 1875 bevorderde hij tot luitenant. In 1877 volgde hij de cursussen van de Krijgsschool en bekwam het stafbrevet in 1877. In 1881 werd hij in deze zelfde Krijgsschool docent militaire geschiedenis.
De wetgevende verkiezingen van 1884 verzekerden de katholieke partij van een meerderheid, die ze dertig jaar zou behouden. De nieuwe minister van Oorlog, generaal Charles Pontus, nam Antonin op in zijn kabinet en bevorderde hem tot kapitein.
Als kabinetsmedewerker was de Selliers getuige van de opstandige stakingen van 1886 in Luik en Charleroi. Hij was zich bewust van het risico dat ontstond wanneer deze opstandige bewegingen werden neergeslagen door een leger dat hoofdzakelijk uit arbeiderskinderen bestond, aangezien de betere klassen aan legerdienst ontsnapten. De bevelvoerende generaal die het leger tegen de stakers moest inzetten, deed opmerken dat een verbroedering tussen stakers en soldaten niet uit te sluiten was. In de Revue générale publiceerde de Selliers een artikel waarin hij de burgerij beschuldigde van naïviteit en gebrek aan scherpzinnigheid.
In 1886 werd de Selliers lid van het stafpersoneel, waaruit de leiding van het leger werd gekozen. In 1893 werd hij attaché bij de nieuwe minister van Oorlog, luitenant-generaal Jacques Brassine. Deze moest een wetsontwerp indienen dat de plaatsvervanging voor legerdienst afschafte. De drie ontwerpen die hij achtereenvolgens indiende in 1895 en 1896 kregen, onder druk van Minister van Staat Charles Woeste geen goedkeuring, en Brassine diende ontslag in. Geen enkele militair wilde hem opvolgen en het was de burger Jules Vandenpeereboom die minister van Oorlog werd.
In juni 1896 werd de Selliers bevorderd tot majoor en benoemd tot tweede in bevel in de Krijgsschool. In 1899 werd hij directeur van de militaire operaties op het niveau van het ministerie. In 1900 werd hij bevorderd tot luitenant-kolonel en benoemd tot stafchef van het vierde militair district. In 1902 bevorderde hij tot kolonel. Tijdens de stakingen die dit jaar plaatsvonden zorgde hij voor het verzekeren van de openbare orde.
Omdat dit zijn diplomatisch optreden hem in een gunstig daglicht stelde, en ook omdat hij een van de weinige katholieke hogere officieren was, werd hij in 1904 aan het hoofd van de Rijkswacht geplaatst. In 1907 bevorderde hij tot generaal-majoor en in 1912 tot luitenant-generaal.
Teneinde de algemene dienstplicht met vaste hand te kunnen doorvoeren, werd eerste minister Charles de Broqueville vanaf november 1912 zelf minister van Oorlog.
Binnen de legerleiding waren de meningsverschillen en de concurrentie aanzienlijk. Kolonel Louis-Désiré de Ryckel werd in december 1913 benoemd tot onder-stafchef. Hij kwam er in oppositie met het hoofd van de generale staf, generaal Armand De Ceuninck. Deze vertrok weldra met pensioen en de Broqueville benoemde zijn vertrouwensman de Selliers als opvolger, in mei als interimaris en in juli als titularis. Het boterde echter ook niet tussen hem en de Ryckel, die van zijn kant wel het vertrouwen had van koning Albert I en van die zijn ordonnansofficier, generaal Emile Galet.
De rivaliteiten tussen de leidinggevenden kwamen tot uiting in hun uiteenlopende visies over wat de beste defensie tegen Duitse aanvallen moest zijn.
Op 2 augustus 1914 ontving de Belgische regering het Duitse ultimatum. Er werd beslist ten oorlog te trekken, maar de strategieën van de Selliers en van de Ryckel botsten. Koning Albert koos voor de voorstellen van de Ryckel, des te meer, zoals later bleek, omdat het eigenlijk het plan ontwikkeld door de koning zelf en door Galet was, dat door de Ryckel werd voorgesteld.
Binnen het leger bleven de problemen zich verder zetten. Generaal de Ryckel besprak vaak de militaire toestand met Galet, zonder dat de Selliers hiervan op de hoogte was. Ook de koning liet de algemene stafchef in de onwetendheid van wat hij besliste. Dit kon niet blijven duren en op 6 september 1914 werd een koninklijk besluit uitgevaardigd, waarbij de functie van hoofd van de generale staf gewoon werd afgeschaft. De koning voerde voortaan zelf het volledige commando, met de hulp van Emile Galet en met de medewerking van een volgzame onder-stafchef, generaal Félix Wielemans. De Selliers werd tot inspecteur-generaal van het leger benoemd. Hij zette zich vooral in voor de organisatie van instructiecentra waar de nieuwe rekruten werden opgeleid. In 1917 bereikte hij de pensioenleeftijd, maar bleef in dienst tot in februari 1919.
De afschaffing van zijn functie als stafchef of opperbevelhebber had hij niet verteerd en dit kwam tot uiting in de vrijheid en vrijmoedigheid waarmee hij zich in de toekomst over militaire en politieke problemen uitsprak. De volgende dertig jaar wijdde de Selliers zich immers aan studie en publicaties.

## De ministeriële verantwoordelijkheid
Sinds Leopold I hadden de Belgische koningen het artikel 68 van de Grondwet (De koning voert het bevel over de land- en zeemacht) letterlijk opgenomen en aangenomen dat dit een uitzondering betekende op het artikel 64 dat zegde Geen akten van de koning kunnen kracht hebben als ze niet meeondertekend zijn door een minister. Ook koning Albert I beschouwde dat zijn activiteiten als militair bevelhebber, zeker in oorlogstijd, niet onder de ministeriële verantwoordelijkheid vielen. Eerste minister Charles de Broqueville had zich hier tegen verzet, maar had het onderspit moeten delven. Zijn kabinetschef Louis de Lichtervelde had wel een omstandige nota opgesteld waarin hij wilde aantonen dat de koning ongrondwettelijk handelde. Toen Albert deze nota las, was hij woedend. De Lichtervelde en zijn eerste minister kregen een ernstige bolwassing en de kwestie werd definitief begraven. Na de oorlog was de koning-ridder dermate populair en ongenaakbaar geworden dat, gelet ook op de goede afloop van de oorlog, hierop niet meer werd teruggekomen.
Er was hierop één uitzondering en dat was de studie die Antonin Selliers de Moranville aan het probleem wijdde in een diepgravend artikel onder de titel Les pouvoirs du roi selon la Constitution belge. Hij was toen toch al in ongenade gevallen aan het koninklijk hof en bovendien met pensioen zodat hij helemaal vrij zijn mening kon uiten. Hij schreef: Alle Belgische regeringen sedert 1831 en de grote meerderheid van de juristen erkennen de noodzaak van de samenwerking met een verantwoordelijke minister wanneer de koning het bevel over het leger voert. Het besluit luidt dat volgens de Belgische Grondwet, de koning en de minister van Oorlog een entiteit vormen die onafscheidelijk is voor de wettelijke bevelvoering over het leger.
Hij gebruikte het woord niet, maar het besluit was duidelijk: de grondwet was tijdens de Eerste Wereldoorlog geschonden. De enorme populariteit die de koning-ridder na de oorlog genoot en zijn plotse dood waren er oorzaak van dat dit grondwettelijk dispuut niet verder was uitgediept.
In 1940 werd de kwestie weer actueel, toen bleek dat koning Leopold III nog altijd van oordeel was dat hij als bevelhebber van het leger kon handelen buiten de ministeriële verantwoordelijkheid. Het drama van de splitsing tussen de koning en zijn regering en de daarop volgende koningskwestie, die de monarchie op de rand van de afschaffing bracht, was er het gevolg van. Niemand denkt er nu nog aan dat de koning in de toekomst het bevel over het leger, eigenmachtig of zelfs onder ministeriële verantwoordelijkheid, zou kunnen voeren.

## Familie
Hij trouwde in 1876 met Octavie Hector (1854 - 1898). Ze kregen zeven kinderen, met nageslacht tot heden :
- Charles-Frédéric-Antonin de Selliers de Moranville (1876 - 1945), luitenant-generaal[3],[4]

- Marie-Octavie de Selliers de Moranville (1878 - 1954)[5]
- Pierre de Selliers de Moranville (1879 - 1965)[6]
- Anne Catherine Jeanne Gh. de Selliers de Moranville (1881 - 1962)[7]
- Albert de Selliers de Moranville (1884 - 1990, 105-jarig), ordonnansofficier van koning Leopold II. Koning Boudewijn kwam meermaals incognito op bezoek bij gewezen ordonnansofficier[8],[9]
- Marie-Henriette de Selliers de Moranville (1885 - 1974)[10]
- Adrienne de Selliers de Moranville (1891 - 1976)[11]

## Publicaties
- Études sur les batailles défensives-offensives, Brussel, 1880.
- Procédés tactiques du duc de Wellington, Brussel, 1883.
- De l'occupation des positions dans la défensive, Brussel, 1894.
- Pourquoi l'armée belge s'est-elle retirée vers la position fortifiée d'Anvers, le 18 août 1914, Brussel, 1921.
- La crise de l'armée. Causes et remèdes, Brussel, 1926.
- Les pouvoirs du roi d'après la Constitution belge, in: Revue belge, 1931.
- Contribution à l'histoire de la guerre mondiale 1914-1918, Brussel, 1933.